# Peter Tschentscher

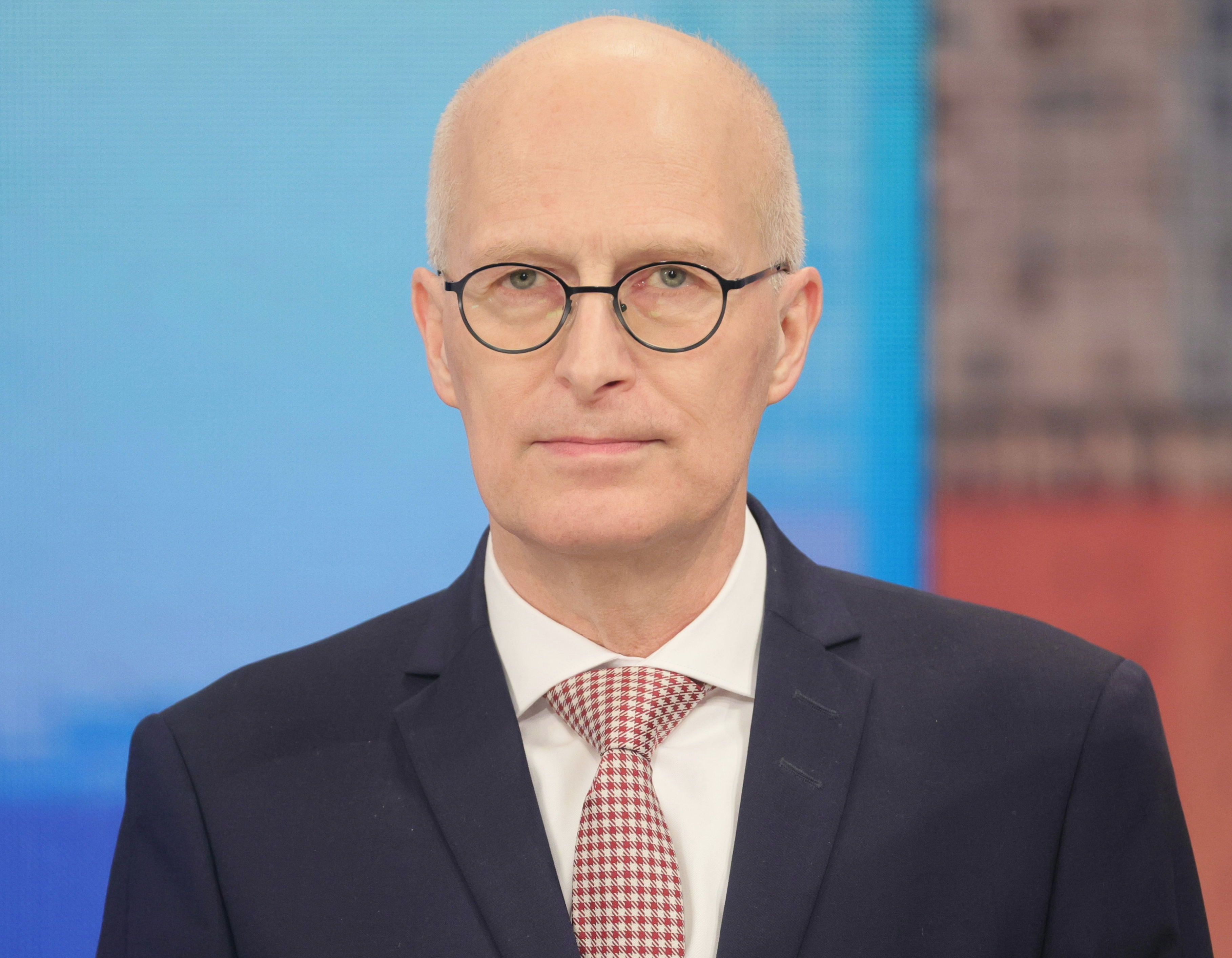
Peter Tschentscher (2025)

Peter Tschentscher (* 20. Januar 1966 in Bremen) ist ein deutscher Politiker (SPD). Seit dem 28. März 2018 ist er Erster Bürgermeister der Freien und Hansestadt Hamburg; er war in dieser Funktion turnusgemäß von Oktober 2018 bis September 2019 Vorsitzender der Ministerpräsidentenkonferenz. Von November 2022 bis Oktober 2023 war er turnusgemäß Präsident des Bundesrates und war vom 1. November 2023 bis 31. Oktober 2024 dessen Erster Vizepräsident. Von März 2011 bis März 2018 war er Finanzsenator in den Senaten Scholz I und II.

## Herkunft, beruflicher Werdegang und Privates
Tschentscher wurde als zweiter von vier Söhnen eines Holzkaufmanns und einer Schneidermeisterin in Bremen geboren und wuchs im niedersächsischen Oldenburg auf. Im Jahre 1985 legte er das Abitur am Gymnasium Eversten Oldenburg ab und absolvierte anschließend seinen Zivildienst im Rettungsdienst in Wittmund (Ostfriesland). Es folgte ein Studium der Humanmedizin und ein Aufbaustudium der Molekularbiologie an der Universität Hamburg. Tschentscher bekam 1990 ein Stipendium der Friedrich-Ebert-Stiftung. 1994 schloss er sein Studium mit einem Staatsexamen in Medizin ab, 1995 wurde er mit einer Arbeit zur Immunchemischen Unterscheidung hochhomologer Proteinstrukturen am Beispiel der schwangerschaftspezifischen Glykoproteine zum Doktor der Medizin promoviert.
Von 1994 bis 2006 arbeitete Tschentscher als Assistenzarzt in den Bereichen Laboratoriumsmedizin, Innere Medizin, Transfusionsmedizin und Medizinische Mikrobiologie am Universitätsklinikum Hamburg-Eppendorf (UKE). 2003 erhielt er die Anerkennung als Klinischer Chemiker und 2006 als Facharzt für Laboratoriumsmedizin. 2008 erteilte ihm die Medizinische Fakultät der Universität Hamburg die Habilitation und verlieh ihm die Venia legendi als Privatdozent für das Fach Klinische Chemie und Laboratoriumsmedizin. Am 14. November 2008 hielt er seine Antrittsvorlesung am Universitätsklinikum Hamburg-Eppendorf. Von 2008 bis zu seiner Berufung als Senator im März 2011 arbeitete er als Oberarzt und Privatdozent im Zentrum für Diagnostik des UKE.
Peter Tschentscher ist evangelisch, verheiratet und hat einen erwachsenen Sohn. Seine Frau, mit der er im Hamburger Stadtteil Barmbek-Nord lebt, ist römisch-katholisch.

## Politik

### Partei- und Kommunalpolitiker
Tschentscher ist seit 1989 Mitglied der SPD und war von 2007 bis 2018 Vorsitzender des SPD-Kreisverbandes Hamburg-Nord, einer seiner Vorgänger dort war Helmut Schmidt. Von 1991 bis 2008 war er Mitglied der Bezirksversammlung Hamburg-Nord und ab 1999 Vorsitzender der SPD-Fraktion. Dort saß er unter anderem im Haushalts- und Wirtschaftsausschuss sowie im Jugendhilfeausschuss, dem er auch vorsaß.

### Mitglied der Hamburgischen Bürgerschaft (2008 bis 2011)
Im Februar 2008 zog er bei der Bürgerschaftswahl über die Landesliste der SPD in die Hamburgische Bürgerschaft ein. Innerhalb der Bürgerschaft war er Mitglied im Haushaltsausschuss und Fachsprecher für Haushaltsfragen seiner Fraktion. Zudem amtierte er als einer der drei stellvertretenden SPD-Fraktionsvorsitzenden.
Am 12. Mai 2010 wurde Tschentscher als Vorsitzender des Parlamentarischen Untersuchungsausschusses „Elbphilharmonie“ eingesetzt und gab dazu seine Mitgliedschaft im Untersuchungsausschuss „HSH-Nordbank“ auf.

### Finanzsenator (2011 bis 2018)

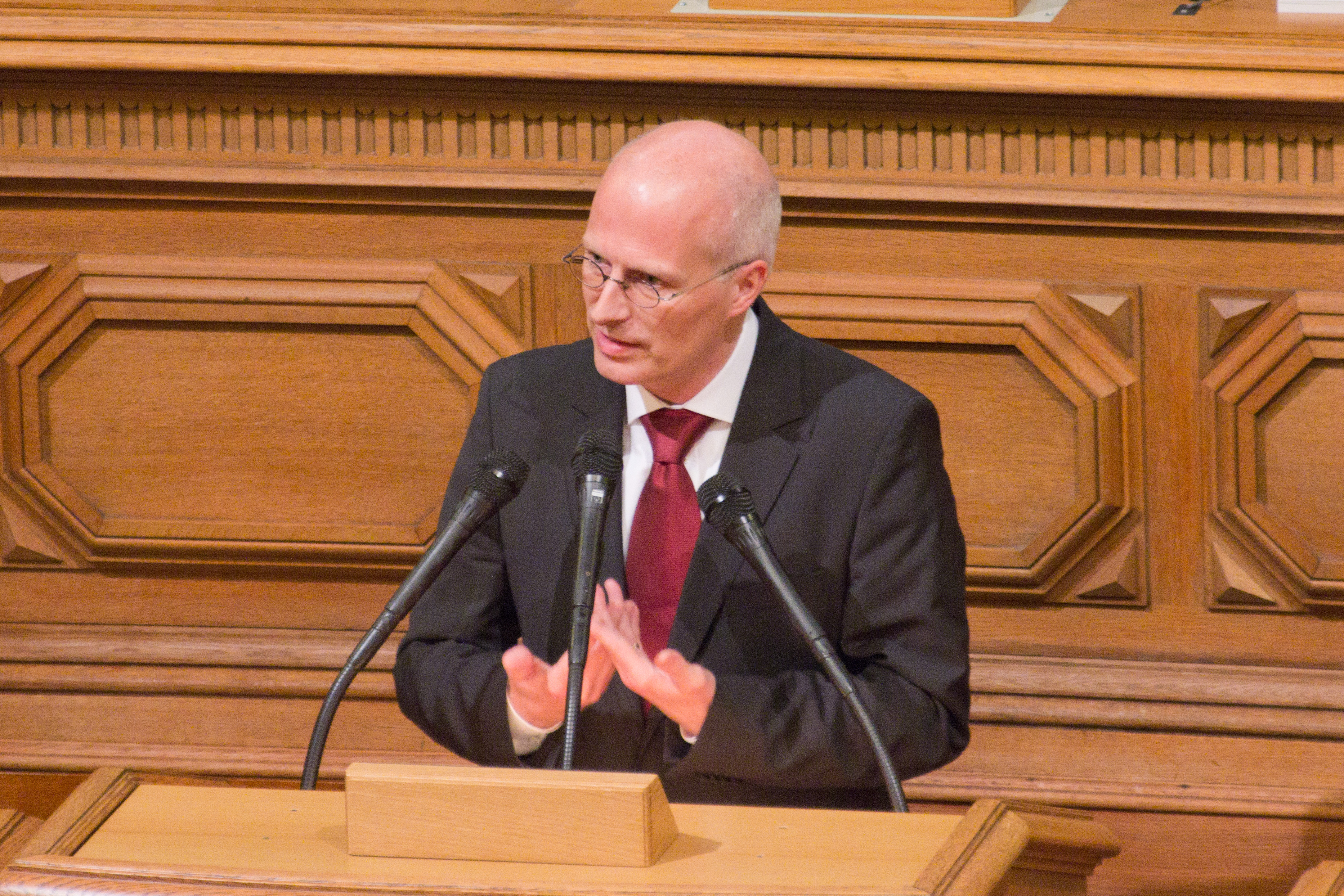
Peter Tschentscher als Finanzsenator in der Hamburger Bürgerschaft (2011)

Am 23. März 2011 wurde er zum Finanzsenator der Freien und Hansestadt Hamburg ernannt und von der Bürgerschaft bestätigt (Senat Scholz I). Sein Bürgerschaftsmandat ruht seitdem gemäß Artikel 39 der Verfassung der Freien und Hansestadt Hamburg. Auch im Senat Scholz II blieb er als Senator und Präses der Finanzbehörde im Amt. Der Schuldenstand Hamburgs erreichte 2012 zwar mit 24,5 Mrd. Euro den niedrigsten Wert, stieg aber bis 2018 auf 32,7 Mrd. Euro – also um etwa ein Drittel an.

### Erster Bürgermeister (seit 28. März 2018)
Am 10. März 2018 schlug ihn der SPD-Landesvorstand als Nachfolger von Olaf Scholz im Amt des Ersten Bürgermeisters vor. Scholz wechselte als Bundesfinanzminister ins Kabinett Merkel IV. Auf dem außerordentlichen Landesparteitag der SPD Hamburg am 24. März 2018 wurde Peter Tschentscher von den anwesenden Delegierten mit 95,2 % der abgegebenen Stimmen als Kandidat zur Wahl des Ersten Bürgermeisters nominiert. Er wurde am 28. März 2018 mit 71 von 121 Stimmen durch die Hamburgische Bürgerschaft gewählt (Senat Tschentscher I). In dieser Funktion war er von Oktober 2018 bis September 2019 Vorsitzender der Ministerpräsidentenkonferenz.
2018 war er zudem Bevollmächtigter der Bundesrepublik Deutschland für kulturelle Angelegenheiten im Rahmen des Vertrags über die deutsch-französische Zusammenarbeit.
Bei der Bürgerschaftswahl 2020 erhielt er erneut ein Mandat (Senat Tschentscher II).
Vom 1. November 2022 bis 31. Oktober 2023 war Tschentscher turnusgemäß Präsident des Bundesrates, er übergab das Amt an die Ministerpräsidentin von Mecklenburg-Vorpommern, Manuela Schwesig.

### Cum-Ex-Kontroverse (seit 2020)
Kurz vor der Bürgerschaftswahl berichteten im Februar 2020 das Fernsehmagazin Panorama und die Wochenzeitung Die Zeit, dass die Hamburger Finanzbehörde 2016 während Tschentschers Amtszeit als Finanzsenator im Senat Scholz II darauf verzichtet hätte, unrechtmäßige Steuererstattungen in Höhe von 47 Millionen Euro wegen Cum-Ex-Geschäften von der Privatbank M. M. Warburg & CO zurückzufordern. Weiterhin wurde berichtet, dass die Senatskanzlei im November 2019, nach Tschentschers Amtsübernahme als Bürgermeister, Gespräche zwischen der Bank und Ex-Bürgermeister Olaf Scholz abgestritten habe. Die zitierte Antwort „Nein“ des Senats bezog sich jedoch nur auf die Frage, ob Gespräche im Zusammenhang mit dem Steuerverfahren um die Cum-Ex-Affäre geführt worden seien. Nachdem Scholz im Februar 2020 ein Treffen mit dem damaligen Warburg-Aufsichtsratsvorsitzenden Christian Olearius eingeräumt hatte und eine Spende der Bank an den SPD-Kreisverband Hamburg-Mitte bekannt geworden war, stellte Tschentscher dar, dass die Steuererstattungen bei den Gesprächen kein Thema gewesen seien. Scholz und Tschentscher erklärten jeweils, dass es zu keinem Zeitpunkt politischen Einfluss auf den Fall gegeben habe. Laut Panorama widersprechen die Tagebuchaufzeichnungen von Olearius jedoch dieser Darstellung. Im Zuge der Debatte wurde daraufhin der entsprechende Tagebuch-Auszug veröffentlicht, in dem Olearius schrieb, dass er selbst über das Thema berichtete und zu der Einschätzung kam, Olaf Scholz’ „zurückhaltendes Verhalten so auslegen zu können, dass wir uns keine Sorgen zu machen brauchen.“ Auch der Leiter der Hamburger Steuerverwaltung widersprach dem Vorwurf jeglicher politischen Einflussnahme.

### Corona-Politik (2020–2021)

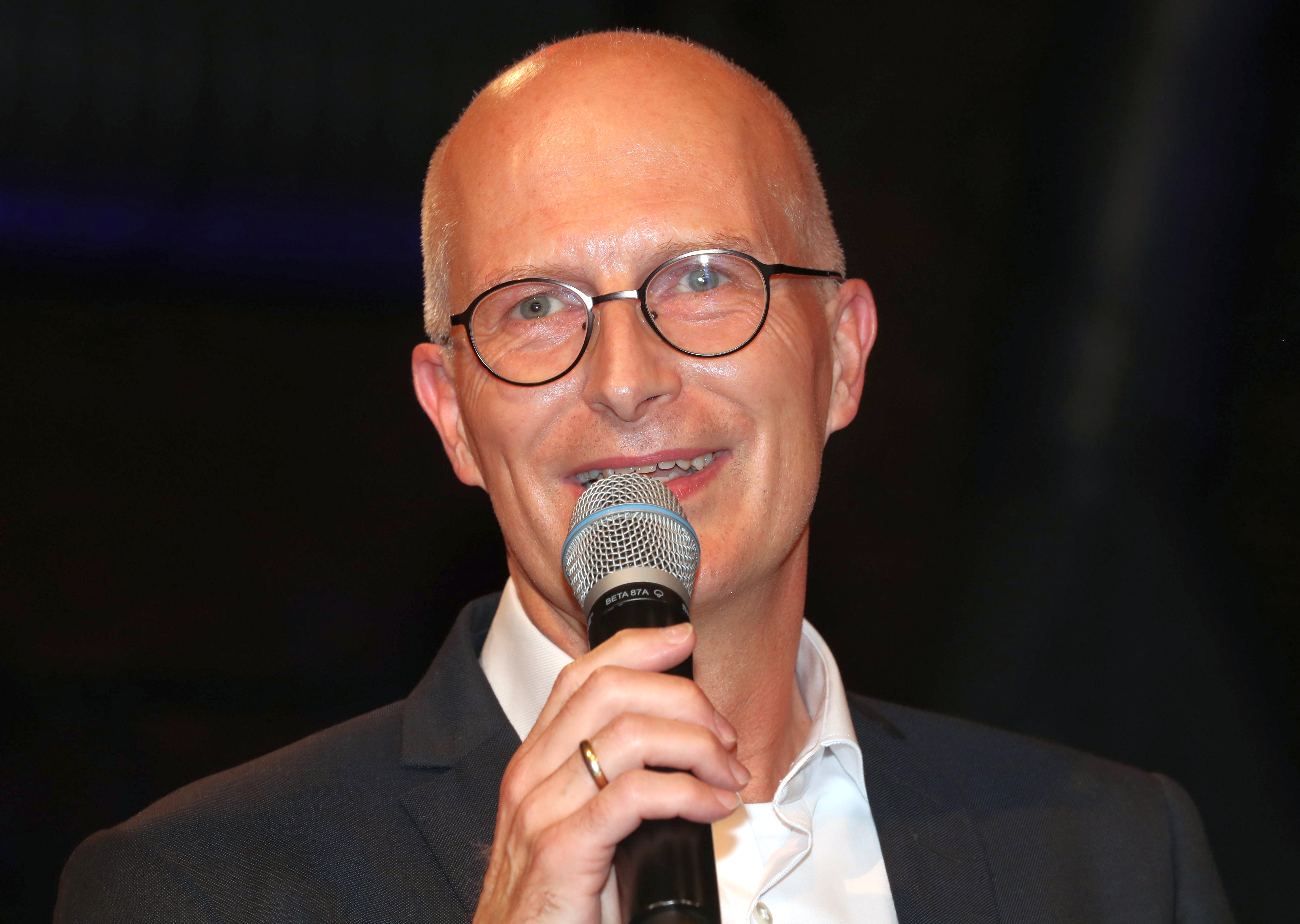
Peter Tschentscher (2021)

In der Corona-Politik gilt Tschentscher als Verfechter einer harten Linie. Tschentscher sprach sich früh für einen harten Lockdown aus und kritisierte angesichts der damit einhergehenden Geschäftsschließungen in der Hansestadt „Shopping-Tourismus“ der Hamburger Bürger ins Umland. Zudem führte er eine Ausgangssperre (21.00 bis 5.00 Uhr) in der Hansestadt ein, die der Hamburger Senat mit Wirkung zum Karfreitag 2021 beschloss. Die Gesellschaft für Aerosolforschung kritisierte diese wie auch die Maskenpflicht unter freiem Himmel, die an vielen Orten in Hamburg herrschte. Die Gefahr lauere drinnen, derartige Maßnahmen hätten „keinen nennenswerten Einfluss auf das Infektionsgeschehen.“ Auch aus der Hamburger Opposition gab es Kritik an den Maßnahmen, etwa an der geplanten und gescheiterten „Osterruhe“, die Tschentscher in der Bund-Länder-Konferenz mit beschlossen hatte. Anders als die Maskenpflicht hatte das Hamburgische Oberverwaltungsgericht etwa ein flächendeckendes Alkoholverbot in Hamburg allerdings für rechtswidrig erklärt. Auch am Lockdown selbst und den im Vergleich zum übrigen Deutschland schärferen Kontaktregeln in Hamburg gab es Kritik der Opposition.

## Schriften
- Reformmodell der Finanzministerkonferenz führt zu extremen Grundsteuerbewertungen und übermäßigen Belastungen in Metropolregionen. In: ifo Schnelldienst. 18/2016, München
- Immunchemische Unterscheidung hochhomologer Proteinstrukturen am Beispiel der Schwangerschaft-spezifischen Glykoproteine. Dissertation. Hamburg 1994.
- mit C. Wagener und M. Neumaier: Distinction of highly homologous pregnancy-specific glycoprotein (PSG) isoforms by differential absorption of antisera with recombinant PSG fusion protein domains. In: Journal of Immunological Methods. 170(2), 1994, S. 247–254.
- mit C. Wagener und M. Neumaier: Sensitive and specific cytokeratin 18 reverse transcription-polymerase chain reaction that excludes amplification of processed pseudogenes from contaminating genomic DNA. In: Clinical Chemistry. 43(12), 1997, S. 2244–2250.
- mit C. Wagener und  M. Neumaier: Patentschrift: Verfahren zum Nachweis von Cytokeratinen. Deutsches Patentamt 1998. DE19716346 C 19981119.
- mit P. Nollau, C. Fischer und C. Wagener: Enrichment of mutant alleles by chromatographic removal of wild type alleles: a new principle for the detection of alleles with unknown point mutations at excess of wild type alleles. In: Clinical Chemistry and Laboratory Medicine. 37(9), 1999, S. 877–881.
- mit C. Heeschen, C. Hamm und C. Wagener: High background levels compromise the use of cardiac troponin I RNA detection in peripheral blood as a diagnostic tool in cardiology. In: International Journal of Clinical and Laboratory Research. 30(1), 2000, S. 13–15.
- mit C. Fischer, J. Büthe, P. Nollau, S. Hollerbach, K. Schulmann, W. Schmiegel und C. Wagener: Enrichment of mutant KRAS alleles in pancreatic juice by subtractive iterative polymerase chain reaction. In: Laboratory Investigation 81(6), 2001, S. 827–831.
- mit S. Spethmann, C. Fischer, C. Wagener und T. Streichert: Nucleic acids from intact epithelial cells as a target for stool-based molecular diagnosis of colorectal cancer. In: International Journal of Molecular Medicine. 13(3), 2004, S. 451–454.
- mit C. Wagener: Kolorektales Karzinom: Frühdiagnose durch Nachweis von Tumor-DNA im Stuhl. In: Deutsches Ärzteblatt. 103(10), 2006, S. A 623-628.
- mit F. Klebig, C. Fischer, S. Petri, H. Gerull und C. Wagener: Limitations in molecular detection of lymph node micrometastasis from colorectal cancer. In: Diagnostic Molecular Pathology. 16(2), 2007, S. 91–95.
- Molekulare Diagnostik zur Früherkennung von Tumorerkrankungen – Nachweis tumorspezifischer Nukleinsäuren am Beispiel des kolorektalen Karzinoms. Habilitationsschrift. Hamburg 2008.